# Nazarjewo (przystanek kolejowy)
Nazarjewo (ros. Назарьево) – przystanek kolejowy w miejscowości Nazarjewo, w rejonie pawłowskoposadzkim, w obwodzie moskiewskim, w Rosji. Położony jest na nowym szlaku Kolei Transsyberyjskiej.